# Halásztelek FC
A Halásztelek Football Club a Csepel-sziget északi részén fekvő Halásztelek labdarúgócsapata. A csapat színe a kék-sárga.

## Történet
A Halásztelek Futball Clubot 1993-ban alakították meg – a Halásztelek Községi Sport Kör utódjaként – az akkori elnök, Farkas László vezetésével. A „jogelőd” KSK a kor szellemének megfelelően jogilag nem is létező, nem bejegyzett egyesületként működött, kb. az 1960-as évek közepe óta. Kizárólag a labdarúgás helyi működtetési tevékenységét látta el. Ennek köszönhetően a község csapatai folyamatosan részt vettek a megyei bajnokságok különböző szintjeinek küzdelmeiben, jellemzően a Pest megyei II. osztályban szerepelt Halásztelek csapata.
Az eddigi legnagyobb sikerként 1994-ben sikerült megnyerni a bajnokságot, és a megyei I. osztályban 3 évig szerepelni
A Halásztelek FC közhasznú jogállású egyesületként működik. Az egyesület jelenleg is egy szakosztállyal – labdarúgás – rendelkezik. A labdarúgócsapatok működtetése mellett a másik fő tevékenysége a halásztelki Sportcentrum üzemeltetése, amelyet a tulajdonos, helyi önkormányzattól kaptunk meg.
Az egyesületet életét a 7 tagú Elnökség irányítja, szervezi, az egyesület legfőbb szerve – a közgyűlés – megbízásából. A közgyűlést az egyesület tagjai alkotják, és évente egy alkalommal ülésezik.
Az egyesület fő célkitűzése a helyi labdarúgó utánpótlás felkutatása, nevelése, képzése, a helyi és a környező települések lakosságának amatőr futballozás, és sportolás iránti igényeinek kielégítése. Továbbá a Sportcentrum iránti használati igények felkeltése, programok szervezése, megtartása a lakosság szabadidős tevékenységének kiszolgálása érdekében.
A Halásztelek FC felnőtt labdarúgócsapata a Pest megye II. osztály VABU SPORT (volt Északi) csoportjában szerepel. Az utánpótlás nevelő tevékenységünk keretében ifjúsági, serdülő és serdülő előkészítő korosztályú csapataink vannak. Több mint 50 fiatal, gyermek mindennapos mozgásához, edzéséhez teremtjük meg a feltételeket. Idősebbek is elkezdhetik mottóval, öregfiúk csapata is van Halászteleknek, amely a Budapest bajnokság Területi Déli csoportjában szerepel. 
A 90-es évek végén egy rövid életű, második számú alakulat alakult Halásztelek Amatőr SE néven, de sajnos pénzügyi okokból megszűnni kényszerült.

## Sportcentrum/A pálya
A csapat pályája az Ősz utcában található, ezért néhányan Ősz utcai Stadionnak vagy Németh Ferenc Stadionnak nevezik.
Egy 53 milliós beruházást követően 2000-ben nyitotta meg kapuit a halásztelki sportcentrum, mely 2 labdarúgópályát és egy kiszolgáló épületet foglal magában.
Egy elvi megállapodás alapján egy 40x20m-es, sátorral fedett, világítással ellátott műfüves pályát fognak építeni. 2010 júniusában  lett a helyi sporttelep Németh Ferenc Sportcentrumnak keresztelve.

## Edzők
- Kovács László "Edzoe"
- Répási László
- Blaschek Árpád
- Németh Ferenc "Fecsó"
- id. Németh Ferenc "Sigya"
- Gálhidi György
- Nagy Zoltán

## Híres játékosok
- Németh Gábor
- Kalácska Sándor
- Ács Gusztáv

## Külső hivatkozások
- http://www.hfc.hu
- A Halásztelek Football Club szurkolói fóruma